# 42 mártires de Amório
Os 42 mártires de Amório (em grego: οἰ ἅγιοι μβ′ μάρτυρες τοῦ Ἀμορίου) foram um grupo de oficiais seniores bizantinos levados prisioneiros pelo Califado Abássida no Saque de Amório em 838 e executados em 845, após se recusarem a se converter ao islamismo. Eles são celebrados pela Igreja Ortodoxa como santos em 6 de março.

## Eventos
Em 838, o califa abássida Almotácime (r. 833–842) liderou uma grande campanha contra o Império Bizantino que terminou no saque da cidade de Amório, a capital do Tema Anatólico e local de nascimento da reinante dinastia amoriana. Após o saque, 42 oficiais e notáveis de Amório foram levados reféns para Samarra, então capital do Califado Abássida. Esforços repetidos do imperador Teófilo (r. 829–842) e, após sua morte em 842, de Miguel III, o Ébrio (r. 842–867) e a imperatriz regente Teodora para resgatá-los foram repelidos pelos califas. Após se recusarem a se converter ao islã, foram executados em Samarra em 6 de março de 845. Apenas alguns deles são conhecidos pelo nome:
- Teodoro Cratero, um eunuco da corte e possivelmente estratego do Tema Bucelário, considerado como o líder dos 42 nos textos hagiográficos;[3]
- Aécio, patrício e estratego do Tema Anatólico;[4]
- Teófilo, patrício;[5]
- Constantino Babutzício, magistro e esposo da irmã da imperatriz Teodora. Foi aparentemente o de posição mais elevada entre os prisioneiros e o primeiro a quem se propôs a conversão ao islã, bem como sua execução após a recusa;[6]
- Bassoes, identificado como um "corredor";[7]
- Calisto, possivelmente um membro da família Melisseno. Um obscuro patrício e turmarca segundo as crônicas, recebeu extensivo tratamento nas hagiografias, onde é retratado como ascendendo da posição de espatário imperial para conde das escolas e finalmente duque de Coloneia, antes de ser levado prisioneiros por soldados paulicianos sob seu comando e levado para os abássidas, que colocaram-o entre os cativos de Amório;[8]
- Constantino, secretário (notário e hipografeu) de Constantino Babutzício.[9]

## Hagiografia e veneração
A hagiografia dos 42 foram escritos logo após a execução deles pelo monge Euódio, que usou o destino deles e o saque de Amório como uma acusação e prova da retribuição divina contra a reimposição da iconoclastia pelo imperador Teófilo. A narrativa de Euódio principalmente contêm discussões teológicas entre os prisioneiros firmes e vários indivíduos — desertores bizantinos, oficiais muçulmanos, etc. — enviados para convencê-los durante seus sete anos de aprisionamento. Sua execução foi então conduzida por escravos etíopes às margens do Eufrates. A hagiografia de Euódio é o "último exemplo do gênero de martírio coletivo" e foi amplamente disseminada, com várias variações da lenda dos 42 mártires aparecendo nos autores posteriores.
O dia de celebração dos 42 mártires é 6 de março, o dia da execução deles. Representações pictóricas dos 42 são raras na arte bizantina, diferente de seus análogos, os 40 mártires de Sebaste; quando eles são descritos, estão representados simplesmente como um grupo de oficiais de vestimenta cortesã.